# Liste des édifices labellisés « Architecture contemporaine remarquable » de la Charente-Maritime
Cet article recense les édifices labellisés « Architecture contemporaine remarquable » de la Charente-Maritime, en France.
Le label « Architecture contemporaine remarquable » remplace depuis 2016 l'ancien label « Patrimoine du XXe siècle ». Il ne prend en compte que des édifices de moins de 100 ans à la date de labellisation, et qui ne sont pas protégés comme monuments historiques.
Au début 2024, la Charente-Maritime compte 6 édifices ainsi labellisés.

## Liste
| Monument                          | Commune | Adresse                                 | Coordonnées                        | Notice     | Date | Illustration                      |
| --------------------------------- | ------- | --------------------------------------- | ---------------------------------- | ---------- | ---- | --------------------------------- |
| Auditorium                        | Royan   | 80 avenue de Pontallac Promenade Botton | 45° 37′ 25″ nord, 1° 01′ 29″ ouest | ACR0001551 | 2020 | Auditorium                        |
| Château d'eau Belmont             | Royan   | Avenue Louis-Bouchet                    | 45° 37′ 37″ nord, 0° 59′ 50″ ouest | ACR0001663 | 2021 | Image manquante Téléverser        |
| Château d'eau Saint-Pierre        | Royan   | Rue du Phare-de-Saint-Pierre            | 45° 38′ 02″ nord, 1° 01′ 31″ ouest | ACR0001664 | 2021 | Image manquante Téléverser        |
| Église Notre-Dame-de-l'Assomption | Royan   | Avenue Émile-Zola                       | 45° 37′ 02″ nord, 1° 00′ 36″ ouest | ACR0001552 | 2020 | Église Notre-Dame-de-l'Assomption |
| Galerie Botton                    | Royan   | 80 avenue de Pontallac Promenade Botton | 45° 37′ 27″ nord, 1° 01′ 27″ ouest | ACR0001550 | 2020 | Image manquante Téléverser        |
| Gare routière                     | Royan   | 13 place Docteur-Gantier                | 45° 37′ 30″ nord, 1° 01′ 04″ ouest | ACR0000947 | 2004 | Gare routière                     |